# Анте Вокич
Анте Вокич (хорв. Ante Vokić; нар. 23 серпня 1909 — пом. 8 травня 1945) — хорватський політик, генерал, заколотник. Діяч руху усташів, був міністром збройних сил Незалежної Держави Хорватія з 29 січня по 30 серпня 1944 року, змінивши на цій посаді Мирослава Навратіла.
Один із ключових учасників змови Лорковича-Вокича 1944 року, спрямованої на відрив Хорватії від держав Осі та приєднання до західних союзників. Після розкриття змови був заарештований і пізніше страчений.

## Життєпис

### Молоді роки
Народився 23 серпня 1909 року в Мостарі. Закінчив гімназію в Сараєві. Навчався на правника в Загребському університеті. 1929 року закінчив навчання і працевлаштувався в залізничній службі в Сараєві. Був співзасновником хорватського академічного клубу «Краньчевич» (хорв. Kranjčević) і газети «Свієст» (хорв. Svijest «свідомість»), брав участь у роботі Хорватського культурного товариства «Поступ» (HKD Napredak) у Сараєві.

### Друга світова війна
До створення Незалежної Держави Хорватія входив до загребського відділення усташів. 11 квітня 1941 за наказом Славка Кватерника направлений на службу в головну будівлю новоствореної Устаської наглядової служби, головним завданням якої було керівництво та розбудова наявних устаських бойових підрозділів і формування нових. Пізніше того самого року його призначили директором залізничного сполучення в Сараєві. Під час роботи в цьому місті Гітлер нагородив його орденом Заслуг німецького орла за турботу про безперебійне залізничне сполучення та заслуги перед німецькими збройними силами.
Вокич був організатором усіх транспортних бригад усташів. Як товариш Юре Францетича був членом-засновником Чорного легіону — піхотної частини Устаської войниці. 1943 року покинув Сараєво та переїхав у Загреб, а 11 жовтня того ж року призначений міністром транспорту і громадських робіт.
29 січня 1944 року йому було присвоєно звання полковника усташів і призначено міністром збройних сил. Анте Павелич підвищив його до найвищого звання «крильник» (бригадний генерал). Він став близьким соратником і другом Младена Лорковича. Той познайомив його з представницями вищого суспільства баронесою Вранічані та графинею Златою Лубєнскі, з якою він особливо здружився. На початку серпня 1944 року був боярином на весіллі Лорковича з графинею Надою фон Гічі.

### Змова Лорковича-Вокича

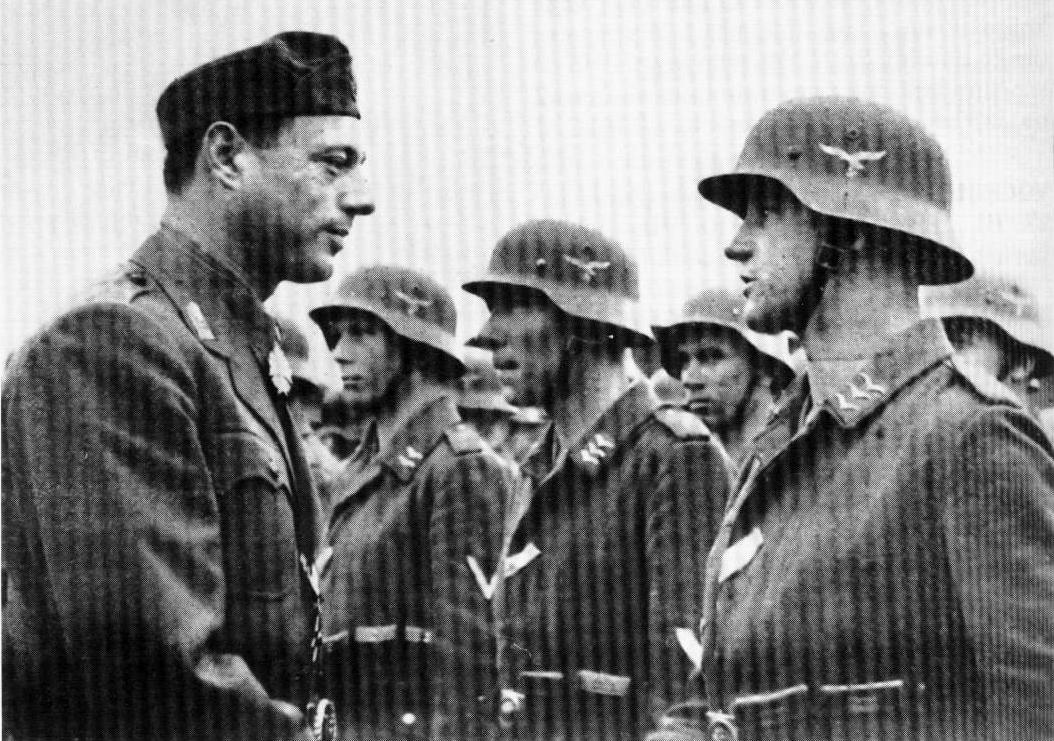
Вокич відвідує хорватських добровольців у Штокерау

Вокич спільно з Младеном Лорковичем проводив кампанію порятунку НДХ, розриву зв'язків із Німеччиною та приєднання до західних союзників. Він часто відвідував військові частини і виступаючи, особливо перед старшими офіцерами, казав, що слід чекати великих подій, що Хорватія не окупована країна, а союзна держава, що вона повинна бути господарем на своїй території тощо. Поступово він набував дедалі більшого впливу та популярності у війську, завойовував довіру вищих офіцерів домобранства, витісняючи вплив полковників-усташів, прихильних до Анте Павелича. Вокич розпочав переговори з повноважним представником Хорватської селянської партії (ХСП), адвокатом Владка Мачека Іваном Фаролфі про можливість здійснення перевороту, який мав би усунути устаський режим і передати владу ХСП, що включало призначення на командні посади офіцерів домобранства, близьких до ХСП, усунення устаських полковників, роззброєння німців і непокірних усташів. Ці перемовини велися з відома та згоди Анте Павелича, про що Вокич доповідав йому разом із Младеном Лорковичем. Кінцева мета перевороту полягала в тому, щоб Хорватія змінила свою сторону у війні, оголосивши війну нацистській Німеччині та вступивши в союз з англо-американськими військами.  
Згодом Павелича відвідав офіцер гестапо і розповів про нову зброю Німеччини (V2), яка перевернула б війну на її користь. 21 серпня 1944 року Павелич повідомив Зігфріда Каше про переворот і оголосив про дії проти «путчистів». Він також звинуватив німецького генерала Едмунда Гляйзе фон Горстенау в причетності до перевороту, оскільки фон Горстенау вмовляв Павелича схвалити переворот.
Друг Вокича, високопоставлений поліційний чиновник Анте Штитич, який також був замішаний у перевороті, після зустрічей із Лорковичем (24 серпня 1944 р.) і Вокичем (25 серпня 1944 р.) писав звіти, які передавав командирові підрозділів усташів Іво Херенчичу, давньому противнику Вокича. Херенчич передав звіти Павеличу. Ці звіти були основним доказом проти Вокича та Лорковича на суді за «державну зраду».

### Смерть
На раптовому засіданні уряду 30 серпня 1944 року Вокича та Лорковича звинуватили у змові проти Павелича та його хорватських союзників, головним чином нацистської Німеччини. Того ж дня їх відсторонили від виконання обов'язків і взяли під домашній арешт. Лоркович, як і Вокич, постав перед судом відділу особистої охорони поглавника. Його засудили, позбавили звання і вигнали з цього формування. Згодом його інтернували у Новий Мароф; звідти разом із Лорковичем перемістили в Копривницю. Потім його ув'язнили у сумнозвісній тюрмі Лепоглави, а 8 травня 1945 року, у день капітуляції нацистської Німеччини, Вокича стратили.